# Agora É Que São Elas (EP)
Agora É Que São Elas é o primeiro EP da dupla sertaneja Maiara & Maraisa, lançado em 2 de setembro de 2016 pela Som Livre.

## Produção
O projeto, idealizado pela Som Livre e Workshow, tem o objetivo de enaltecer o crescimento da presença feminina na música sertaneja. Com produção de Eduardo Pepato e direção visual de Fernando Trevisan, o Catatau, nesse EP as irmãs soltam a voz em versões acústicas de dois sucessos do álbum Ao Vivo em Goiânia, "10%" e "Medo Bobo", e as inéditas "Cruzando os Dedos" e "Você Faz Falta Aqui".

## Lista de Faixas
| N.º            | Título                | Compositor(es)                                                   | Duração |  |
| 1.             | "10%"                 | Gabriel Agra Danillo Dávilla                                     | 2:55    |  |
| 2.             | "Medo Bobo"           | Juliano Tchula Maraisa Vinícius Poeta Júnior Pepato Benício Neto | 2:50    |  |
| 3.             | "Cruzando os Dedos"   | Thales Lessa Maykow Melo Bruno Mandioca                          | 2:30    |  |
| 4.             | "Você Faz Falta Aqui" | Dayane Camargo Lara Menezes Valéria Costa                        | 2:44    |  |
| Duração total: | Duração total:        | Duração total:                                                   | 11:00   |  |